# Mohsen Makhmalbaf
Mohsen Makhmalbaf (en idioma persa محسن مخملباف; Teherán, Irán, 29 de mayo de 1957) es un realizador de cine, escritor, guionista, productor de cine y activista iraní que lucha por los derechos humanos. Es presidente de la Asian Film Academy desde 2009 y fundó en 1996 la escuela de cine alternativa "Makhmalbaf Film House" en Teherán, hoy reconvertida en productora y marca de las producciones de la familia Makhmalbaf.
Mohsen pertenece al movimiento denominado la Nueva Ola del cine iraní, un movimiento que arranca a finales de la década de 1980 e incluye a directores y directoras iraníes como Abbas Kiarostami, Jafar Panahi, Ali Reza Raisian, Majid Majidi, Tahmineh Milani, Bahman Ghobadi y la misma familia Makhmalbaf (Marzieh Meshkini, su mujer, y sus hijas Samira y Hana). Su filmografía ha estado presente en la mayoría de los grandes festivales internacionales de cine de la primera década del siglo XXI.

## Biografía

### Juventud
Mohsen Makhmalbaf nació en uno de los barrios más pobres y más religiosos de Teherán y sus padres se separaron a los 6 días de la boda. Sus padres se disputaron su custodia y su padre lo raptó, confiándole a su tía durante un año y medio. Esta le proporcionaba numerosos libros de ficción, literatura y escritos religiosos que despertaron desde muy joven su gusto por la escritura. Criado luego por su madre, la mala situación económica de la familia hizo que tuvo que trabajar desde los 12 años. A los 17 años había tenido más de 13 empleos.
A los 15 años, empezó a luchar contra la dictadura del Sha de Persia en un grupo revolucionario clandestino, y a los 17 ingresó en la cárcel tras herir gravemente a un policía en un intento de desarmarle, y ser a su vez herido de bala durante el arresto. Recobró la libertad en 1979, con la revolución iraní. Había perdido el uso de ambas piernas por las torturas sufridas en prisión, pero volvió a caminar tras numerosas intervenciones cirúrgicas. Dejó la lucha armada por la no violencia y el activismo artístico y literario, convencido de que los problemas de la sociedad iraní no se podían resolver mediante cambios políticos sino mediante un cambio en las mentalidades.
A principios de los años 1980 escribía novelas, cuentos, obras de teatro y guiones de cine, y fundó el Propaganda centre for the spread of Islamic thinking and art (Centro de propaganda para la difusión del arte y del pensamiento islámico). Sin haber pasado por ninguna escuela de cine, decidió dedicarse a acercar la cultura al pueblo mediante el cine, alejándose de los tópicos divulgados por las producciones cinematográficas de Hollywood y de Bollywood. Escribió guiones y se encargó del montaje de numerosas películas de otros realizadores iraníes. A pesar de la censura, sus primeras películas le ganaron rápidamente la adhesión del público iraní y de los jóvenes cineastas que en los años 1980 iban a configurar el nuevo cine iraní. En 1989, el premio del Festival de Rimini otorgado a su película El ciclista le lanzó en la escena internacional.

### Makhmalbaf Film House
A principios de 1996, Samira Makhmalbaf decidió dejar el instituto para cursar estudios de cine. La única opción era ingresar en una universidad, donde la enseñanza cinematográfica era tan deficiente que ninguno de los grandes y reconocidos realizadores iraníes se habían formado allí. En aquella época, Mohsen Makhmalbaf era el más activo de los realizadores iraníes, con 14 largometrajes, 3 cortos, 28 libros editados y 22 montajes en su haber. Impulsado por el caso de su hija, dejó la realización para dedicarse a formar realizadores.
Propuso al Ministerio de Cultura iraní fundar una escuela para acoger a 100 estudiantes de cine seleccionados mediante un examen, y ofrecerles una carrera de 4 años con nuevas técnicas de enseñanza del cine. El Ministerio se negó alegando que les bastaba con tener en el país a un realizador peligroso y que no necesitaban tener a 100 más.

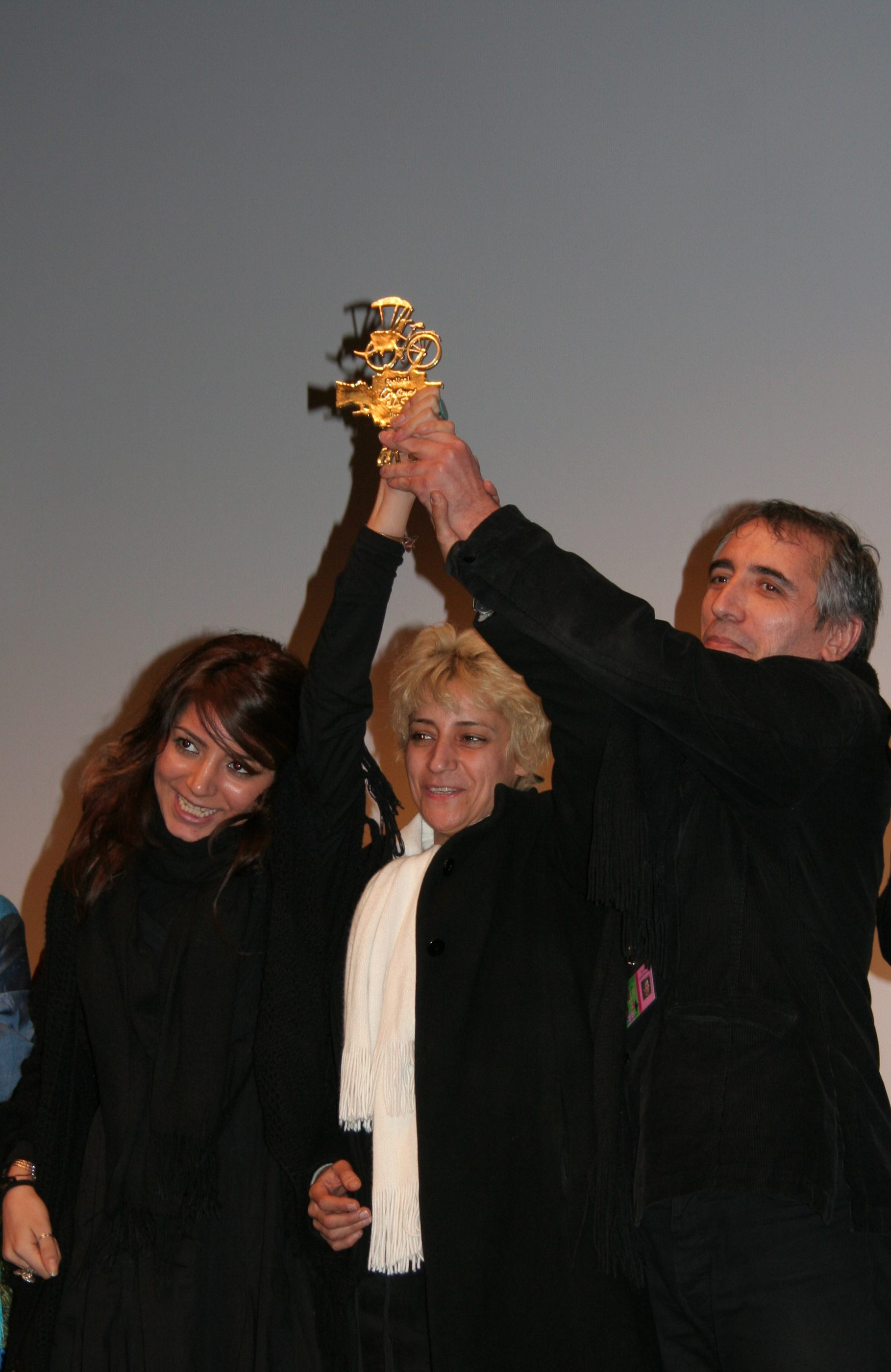
Mohsen Makhmalbaf, Hana Makhmalbaf y Marzieh Meshkini tras recibir el cyclo d'or de honor en el Festival International des cinémas d'Asie de Vesoul, Francia, en 2009.

Mohsen no se desanimó y montó la escuela en su propia casa, contando con la colaboración de realizadores y profesionales amigos y reconocidos para conformar el cuerpo docente. Los estudiantes eran hijos de amigos y personas afines, y la más joven era su hija Hana. Las jornadas en la escuela solían ser de 8 horas diarias, que podían alargarse a veces hasta 16 horas. El método de formación consistía en centrarse a fondo en un tema al mes y, aparte de la formación técnica, se enseñaban materias transversales como pintura, fotografía, poesía y música, cocina, informática e idiomas extranjeros. En lo puramente cinematográfico, se enseñaba economía y diseño de producción, escritura de guiones, actuación, manejo de la cámara, montaje, edición de sonido e historia del cine, entre otras materias. En ese período de 4 años, la Makhmalbaf Film School produjo varias películas como ejercicios prácticos en los que participaron todos los miembros de la familia, cada uno en una disciplina distinta: The day I became a woman, realizado por Marzieh Meshkini, la madre, La manzana y La pizarra, realizados por Samira, el making-off How Samira made The Blackboard, realizado por su hermano Maysam, y The day my aunt was ill, realizado por Hana que sólo tenía 8 años. Todos los miembros de la familia hicieron de asistente realizador en la película de Mohsen, The silence. Nació entonces la “Makhmalbaf Film House”, como productora de las películas realizadas en la escuela.
En aquella época, Mohsen Makhmalbaf produjo por primera vez una película con financiación externa, Un momento de inocencia, mediante un préstamo hipotecario. Pero el Ministerio de Cultura iraní no autorizó su estreno comercial a no ser que recortase varias escenas, a lo que se negó el realizador. De común acuerdo con su familia, prefirió vender la casa familiar para saldar la deuda y optó por mantener la marca independiente “Makhmalbaf Film House”, aunque sin sede física ni capital, que desde entonces ha producido todas las películas de la familia Makhmalbaf.

### Labor humanitaria y cultural
Tras el estreno de su aclamada película Kandahar, tres meses antes de los acontecimientos del 11 de septiembre de 2001, Mohsen Makhmalbaf decidió llevar a la práctica la crítica plasmada en su película dedicándose a proyectos humanitarios orientados a la población afgana. Aprovechando el impacto de su documental The Afghan Alphabet, consiguió que se modificase la legislación iraní para permitir que más de medio millón de jóvenes refugiados afganos sin papeles pudieran estudiar en centros de enseñanza de Irán. A continuación se instaló con su familia en Kabul y durante 3 años creó alrededor de 80 proyectos humanitarios dedicados a la educación y la sanidad, que financió en gran parte con el dinero de los premios recibidos. Ayudó a que renaciera el cine afgano, totalmente aniquilado por la era talibán. En 2005, tras la elección del presidente iraní Mahmoud Ahmadinejad, Mohsen Makhmalbaf se exilió en señal de protesta por la dictadura y ha residido desde entonces en Afghanistán, la India, Francia y Tayikistán, país donde en la actualidad (2011) está obrando a favor de la estructuración de una industria y cultura cinematográfica.

## Filmografía

### Largometrajes
- 1982 Tobeh Nasuh,
- 1983 Two Blind Eyes,
- 1984 Fleeing from Evil to God,
- 1985 Boycott, 1985
- 1986 El vendedor ambulante (Dastforush)
- 1987 El ciclista
- 1988 El matrimonio de los benditos (Arushi-ye khuban)
- 1990 Tiempo de amor (Nobat-e asheqi)
- 1990 The Nights of Zayandeh-Rood
- 1991 Érase una vez el Cine (Ruzi Ruzegari Cinema / Naseroddin Shah, Actor-e Cinema)
- 1992 Actor
- 1994 Salaam Cinema (Salaam Cinema)
- 1995 Gabbeh (Gabbeh)
- 1995 Un momento de inocencia (Nun va goldun)
- 1997 El silencio (Sokut)
- 2001 Kandahar (Safar-e Kandehar)
- 2005 Sexo y filosofía (Sex va falsafeh)
- 2006 El grito de las hormigas (Faryad-e morchegan)
- 2009 The Man Who Came with the Snow
- 2012 The Gardener (documental)
- 2013 Ongoing Smile (documental)
- 2014 The President

### Cortometrajes
- Images From the Ghajar Dynasty, 1992
- Stone and Glass, 1993
- Wind, Ruined The School, 1997
- The Door, 1998
- The Test of Democracy, 2000
- The Afghan Alphabet, 2002
- The chair, 2006

## Libros

### Novelas y cuentos cortos
- Shame (recopilación de 12 cuentos), 1980
- Two Blind Eyes (recopilación de 13 cuentos), 1981
- Hoze Sultan (novela), 1984
- The Crystal Garden (novela), 1986

### Obras de teatro
- The Martyred Sheikh, 1981
- Death of Another (3 obras), 1982
- Divine Arrow (2 obras), 1982

### Guiones de cine
- Legitimate Parliament, 1984
- Mother, 1984
- The Bells, 1984
- Birth of an Old Woman, 1985
- Rajayi School, 1985
- El matrimonio de los benditos, 1987
- El ciclista, 1988
- Tiempo de amor, 1990
- Hail the Sun, 1994
- Un momento de inocencia, 1997
- Kandahar, 2001
- The Door, 2001

### Ensayos
- Introduction on Islamic art
- Notes about story writing and playwriting
- The Buddha Was Not Demolished in Afghanistan; Collapsed Out of Shame

## Premios y distinciones
Festival Internacional de Cine de Cannes
| Año  | Categoría                                            | Película | Resultado |
| ---- | ---------------------------------------------------- | -------- | --------- |
| 2001 | Gran Premio de la Sociedad de las Iglesias del Mundo | Kandahar | Ganador   |

Festival Internacional de Cine de Venecia
| Año  | Categoría                                                              | Película    | Resultado |
| ---- | ---------------------------------------------------------------------- | ----------- | --------- |
| 1998 | Medalla de oro del Presidente del Senado italiano                      | El silencio | Ganador   |
| 1998 | Premio Sergio Trasatti - Mención especial                              | El silencio | Ganador   |
| 1998 | Premio CinemAvvenire - Mejor película en la relación hombre-naturaleza | El silencio | Ganador   |

- El ciclista: Mejor película, Festival de Rimini (Italia) 1989.
- El ciclista: Mejor película, Festival de Hawaii (USA) 1991.
- Érase una vez el Cine: Mejor película, Festival de Taormina Festival (Italy) 1992.
- Érase una vez el Cine: Mejor película, Festival de Karlovy vary (Checoslovaquia) 1992.
- Érase una vez el Cine: Mejor película, Fiprachi Critics - Festival de Karlovy vary (Checoslovaquia) 1992.
- Érase una vez el Cine: Best Director – Karlovy vary Festival (Checoslovaquia) 1992.
- Érase una vez el Cine: Premio del Jurado - Festival de Estambul (Turquía) 1993.
- Por el conjunto de su obra: Premio de la prensa – Festival de Sao Paulo (Brasil) 1995.
- Salaam Cinema: Mejor película, Festival de Múnich (Alemania) 1996.
- Gabbeh: Mejor película, Festival de Tokio (Japón) 1996.
- Gabbeh: Mejor Director – Festival de Sitges (España) 1996.
- Gabbeh: Premio de la Crítica - Festival de Sitges (España) 1996.
- Gabbeh: Mejor película de ficción asiática – Singapore Festival (Singapur) 1997.
- Un momento de inocencia: Premio del Jurado – Festival de Locarno (Suiza) 1996.
- Un momento de inocencia: Premio de Oro de la Juventud - Festival de Locarno (Suiza) 1996.
- Kandahar: “Federico Fellini Honor” de la UNESCO en París, 2001 (Francia)
- Kandahar: "Mejor director", Riga International Film Forum Arsenals (Letonia) 2002
- Premio Sergei Parajanov Awards por su contribución artística al cine del mundo, Festival de Cine de Ereván (Armenia) 2006
- Mención especial del jurado por El grito de las hormigas y por su carrera cinematográfica, Festival de Cine de Granada CINES DEL SUR (España) 2007
- Premio Alhambra por su películas artísticas y humanitarias, Festival de Cine de Granada CINES DEL SUR (España) 2008
- Grand Premio de Derechos Humanos por su carrera y sus actividades en defensa de los derechos humanos a través de su arte y de sus acciones, Festival de Cine de Derechos Humanos de Nuremberg (Alemania) 2009